# 大马士革的尼古拉斯
大马士革的尼古拉斯是罗马帝国奥古斯都时期希腊历史学家、外交官和哲学家，他编写了十五卷《世界历史》，大部佚失。关于奥古斯都的传记部分得以保留。苏达辞书中有关于他的文章。